# مدونا دل ساسو (پیمونت)
مدونا دل ساسو (به ایتالیایی: Madonna del Sasso) یک کومونه در ایتالیا است که در استان وربانو-کوزیو-اوسولا واقع شده‌است. مدونا دل ساسو ۱۵٫۳ کیلومتر مربع مساحت و ۴۴۸ نفر جمعیت دارد و ۶۹۶ متر بالاتر از سطح دریا واقع شده‌است.